# Encontro Nacional de Mulheres Negras
O primeiro Encontro Nacional de Mulheres Negras (ENMN) no Brasil aconteceu a partir de 2 a 4 de dezembro de 1988, em Valença, Rio de Janeiro, com 450 mulheres de 17 estados brasileiros. Este encontro surgiu em parte do desejo de maior solidariedade e estrutura organizacional entre as mulheres negras brasileiras, especialmente as mulheres fluminenses, que haviam organizado anteriormente o I Encontro Estadual de Mulheres Negras do Rio de Janeiro em 1987.
O Encontro Nacional desafiou alguns setores do movimento feminista e lideranças masculinas do movimento negro. O encontro ocorreu na cidade brasileira de Nova Iguaçu, no Rio de Janeiro. Os participantes cariocas também estiveram no IX Encontro Feminista, em Garanhuns, onde alguns notaram que as preocupações raciais foram esquecidas nas discussões.  De acordo com Sandra Bello, questões de classe e raça tiveram destaque proeminente. Muitas feministas não aceitaram a participação ativa das mulheres negras, incluindo sua discussão e representação de questões relativas às favelas; feministas brancas foram desafiadas nas reuniões estaduais sobre seu controle de "cotas de participação das mulheres negras nas reuniões".